# Ceromya grisea
Ceromya grisea är en tvåvingeart som först beskrevs av Robineau-desvoidy 1850.  Ceromya grisea ingår i släktet Ceromya och familjen parasitflugor.
Artens utbredningsområde är Frankrike. Inga underarter finns listade i Catalogue of Life.